# Giacomo Isolani
Giacomo Isolani (Bolonha, 1356 – Milão, 9 de fevereiro de 1431) foi um político, jurista e cardeal bolonhês da Igreja Católica, que foi cardeal-vigário da Diocese de Roma (Vicari in spiritualibus) e administrador apostólico de Melfi.

## Biografia
Segundo dos três filhos de Giovanni degli Isolani, gonfaloniere da justiça, decapitado em 1389, e Marzia Alidosi, da família dos signori de Imola. Outro cardeal da família foi Guido Pepoli (1589), um isolano por parte de mãe.
Em 1378 casou-se com Bartolomea, filha póstuma do rico banqueiro Ligo Ludovisi, e do casamento nasceram Giovanni, Agostino, Domenico, Marzia e Margherita. Ele estudou na Universidade de Bolonha entre 1381 e 1385 e obteve o doutorado em utroque iure, em direito canônico e civil.
Membro do Conselho Geral desde 1385, em maio e junho de 1386 esteve no Colégio dos Anciãos que esmagou a tentativa dos Pepolis e seus apoiadores de assumirem uma posição de poder na cidade. Em janeiro e fevereiro de 1387 ainda estava entre os Anciãos e, logo a seguir, membro dos Oito da Paz, que apoiava os órgãos sociais nas decisões mais delicadas. A partir de agosto de 1387, início da crise da facção Maltraversa, à qual também pertencia por tradição familiar, cessou a sua participação no Colégio dos Doutores, pelo que se presume que tenha abandonado a cidade. Em dezembro de 1389, quando seu pai, preso em novembro, acusado de conspirar a favor de Gian Galeazzo Visconti, foi julgado por Imola, governada por seu parente Bertrando Alidosi, dirigiu uma carta solicitando sua intervenção em favor de seu pai, mas o apelo foi ignorado. Dois dos supostos conspiradores, incluindo o seu pai, foram condenados à morte e outros foram banidos e privados dos seus bens. Em 29 de março de 1390 foi publicada a sentença que o confinou a Arezzo por cinco anos.
Seu irmão Battista também foi banido, mas sua mãe obteve a revogação da medida ao demonstrar seu não envolvimento em atividades contrárias ao regime. O seu comportamento tinha sido evidentemente diferente e talvez seja por isso que a divisão dos bens do seu pai entre os três irmãos foi submetida ao controle dos Defensores dos Patrimônios: nos registos de avaliação da última década do século XIV seus irmãos aparecem proprietários de uma propriedade avaliada em quase 6.500 liras e Bartolomea, sua esposa, de propriedades compradas com dinheiro recebido de seu pai. No entanto, não aparece cujos bens já tenham sido evidentemente confiscados. Entretanto, tendo abandonado Ímola, chegou aos domínios de Gian Galeazzo Visconti e em seu nome ensinou direito civil no Estúdio de Pavia desde 1393 e durante vários anos.
Em 26 de junho de 1402, as milícias de Visconti obtiveram uma vitória decisiva em Casalecchio di Reno e no dia seguinte os líderes do seu exército e os exilados bolonheses entraram na cidade e restauraram os órgãos de autonomia municipal. Mas durante a noite, com a ajuda de seguidores de suas propriedades em Minerbio, Isolani e seus irmãos tomaram posse da Porta San Donato, através da qual todo o contingente da milícia contratada por Visconti invadiu a cidade e o aclamou senhor. Em janeiro de 1403, os méritos adquiridos por Isolani e seus irmãos na conquista da cidade por Gian Galeazzo valeram-lhes o reconhecimento oficial. Catarina Visconti, regente após a morte de Gian Galeazzo para seu filho Giovanni Maria, no senhorio de Bolonha, investiu-o e seus irmãos no feudo de Riva del Savena. Oposto por Isolani, Guido Pepoli e outros expoentes da oligarquia próxima aos Viscontis, Facino Cane reagiu provocando confrontos sangrentos dentro da cidade, mas os seus planos foram frustrados pelo acordo com o qual em 25 de agosto Catarina Visconti reconheceu os direitos da Santa Sé em Bolonha. As milícias Visconti tiveram de abandonar a cidade e em 3 de setembro Baldassare Cossa, um enérgico e ambicioso legado papal, assumiu firmemente o controle da cidade.
Sua esposa Bartolomea morreu em 1405 e participou das atividades do Colégio dos Doutores limitou-se ao período do seu priorado em setembro e outubro de 1406. Provavelmente nessa época entrou para a vida eclesiástica. No entanto, parece que foi gradualmente adquirindo a confiança de Baldassarre Cossa. Em fevereiro de 1409 foi enviado a Pisa, onde em 25 de março foi aberto o concílio que levou à deposição dos papas Gregório XII e Bento XIII e finalmente à eleição de Alexandre V. O trabalho de Isolani limitou-se, no entanto, aos preparativos e às primeiras fases do concílio e no dia 18 de abril já havia retornado a Bolonha. Em maio de 1410, após a morte de Alexandre V, o conclave reunido em Bolonha elegeu Baldassarre Cossa, que se tornou papa com o nome de João XXIII. O Papa depositou grande confiança em Isolani e demonstrou-o no dia 13 de agosto, enviando-o com plenos poderes a Forlì para resolver as disputas que ocorriam na cidade e trazê-la de volta à obediência da Sé Apostólica.
Em maio de 1411, quando João XXIII trocou Bolonha por Roma, as organizações populares, sob a liderança de Pietro Cossolini, expulsaram o legado papal e restauraram as estruturas da autonomia municipal. As escolhas do novo regime culminaram em 1412 em uma série de sentenças de morte e banimentos contra membros da oligarquia acusados de sedição. O papa, que havia enviado milícias para recuperar o domínio da cidade, exortou Isolani a tomar o Palazzo Pubblico com um golpe de Estado, ocorrido na noite de 14 de agosto. A reação do povo logo se extinguiu e um novo Colégio de Reformadores do Estado da Liberdade, incluindo o próprio Isolani, sancionou o retorno da cidade ao domínio papal.
Em 18 de novembro de 1413 João XXIII, num evidente sinal de gratidão, o nomeou cardeal-diácono de Santo Eustáquio, título já carregado pelo próprio Cossa.
No início de agosto de 1414, a morte de Ladislau de Anjou Durazzo ofereceu a João XXIII a oportunidade de recuperar o controle dos Estados Pontifícios, que o rei de Nápoles havia subjugado em grande parte. Bolonha foi confiada a Andrea Fortebracci (Braccio da Montone), e em 9 de setembro o papa nomeou Isolani como vigário-geral com as prerrogativas de legado a latere para Roma.
Como vigário, teve que se refugiar no Castelo de Santo Ângelo durante o cerco de Braccio di Montone entre junho e setembro de 1417; por isso não pode participar do Concílio de Constança, que elegeu o Papa Martinho V. Em 11 de novembro de 1417, a partir de Constança, assim que foi eleito papa, Martinho V confirmou os títulos e poderes de vigário geral para a cidade de Roma e para as outras terras. Após a consagração, no início de dezembro, ele renovou sua nomeação, mas não parece que ele colaborou por muito tempo na reconstituição dos Estados Pontifícios liderados por Martinho V. O papa o enviou a Milão por um longo tempo, com o objetivo de favorecer seu entendimento com o Ducado de Visconti.
Em 1420 fez o optatio pela diaconia de Santa Maria Nova. Neste mesmo ano, torna-se administrador apostólico de Melfi, ocupando o cargo até 24 de janeiro de 1425. Nomeado legado em Perugia em 1424 e nomeado governador de Gênova pelo duque de Milão em 15 de novembro de 1424, ocupou o cargo por cinco anos.
Teria ido como legado à França e no retorno dessa viagem, próximo a Milão, morreu em 9 de fevereiro de 1431. Foi enterrado na Igreja cisterciense de Santo Ambrósio de Milão.